# МОН-90

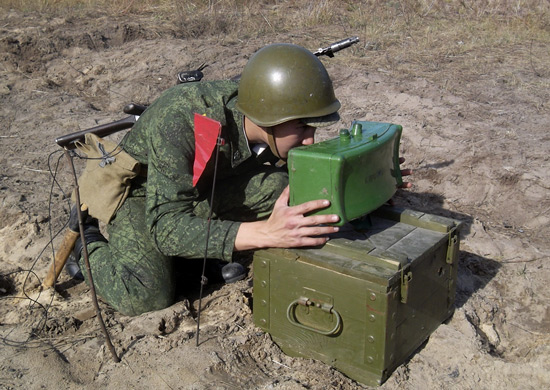
Учебная установка мины МОН-90 курсантом ТВВИКУ

МОН-90 - противопехотная осколочная мина направленного поражения, предназначенная для выведения из строя личного состава противника. Является более мощной версией мины МОН-50. Со взрывателем ВЗД-144 может также использоваться как объектная мина.
Поражение при взрыве мины наносится готовыми убойными элементами (шарики или ролики), вылетающими в направлении противника в секторе по горизонту 54 градуса на дальность до 90-99 метров. Высота сектора поражения — от 30 см непосредственно у мины до 8 метров на предельной дальности.
Взрыв производится оператором с пульта управления при появлении противника в секторе поражения или же при задевании солдата противника за обрывной датчик взрывателя МВЭ-72 или МВЭ-НС. Сама мина взрывателями не комплектуется, а имеет в верхней части два гнезда с резьбой под запал МД-5М, электродетонатор ЭДП-р. Таким образом, мина может как использоваться в управляемом варианте, так и приводиться в действие самой жертвой.

## Тактико-технические характеристики мин МОН-90
Тип мины: противопехотная осколочная направленного действия управляемая.
Материал корпуса: пластмасса.
Габаритная длина: 34,5 см.
Габаритная высота: 20,2 см.
Толщина корпуса: 15,3 см.
Масса: 12,1 кг.
Масса заряда ВВ (ПВВ-5А): 6,2 кг.
Поражающие элементы: 2000 стальных роликов или шариков (диаметр 7 мм.)
Дальность поражения: до 90 м
Угол разлёта поражающих элементов: по горизонтали 54 градусов
Ширина зоны поражения на предельной дальности: 60 м.
Высота зоны поражения на предельной дальности: 8 м.
Применяемые взрыватели: МВЭ-72, МВЭ-НС, ВЗД-144
Управляемость: взрывание подачей электроимпульса с пульта управления КРАБ-ИМ.
Тип датчика цели: обрывной
Длина датчика цели:
взрывателя МВЭ-72 65 м.
взрывателя МВЭ-НС 40 м.
Время приведения в боевое положение:
взрывателя МВЭ-72 50-180 сек.
взрывателя МВЭ-НС 240 сек.
Время боевой работы:
в управляемом варианте не ограничивается
со взрывателем МВЭ-72 4 месяца
со взрывателем МВЭ-НС 25-90 суток.
Время взрыва со взрывателем ВЗД-144: от 30 минут до 6 суток
Усилие срабатывания (с МВЭ-72 и МВЭ-НС): 300 грамм
Извлекаемость: извлекаемая
Обезвреживаемость: обезвреживаемая
Самоликвидация/самонейтрализация: нет/нет
Срок боевой работы не определялся
Температурный диапазон применения: −40 — +50 град.
Гарантийный срок хранения 10 лет.